# Transatlantisk Kompagni
A/S Det Transatlantiske Kompagni (Transatlantisk Kompagni) var et firma, som erhvervsmanden Harald Plum stiftede i 1916 som holdingselskab for en række handels- og industrivirksomheder over hele verden. Det var forretningskonceptet at købe varer gennem de forskellige datterselskaber og videresælge varerne på det russiske marked gennem søsterselskabet Russisk Handelskompagni.
I 1919 opererer Det Transatlantiske Kompagni udover Danmark i 16 lande. Efter den kommunistiske revolution i november 1917 bliver det gradvist sværere at operere på det russiske marked, og i december 1918 må det sidste danske personale forlade Rusland. 
Herefter slår Det Transatlantiske Kompagni ind på en ny strategi, hvor det er forretningskonceptet at handle mellem datterselskaberne i de forskellige lande. Kompagniet udvider med opkøb af yderligere datterselskaber. Den nye strategi giver store tab, som dækkes via lån fra kompagniets bankforbindelse, Landmandsbanken. Landmandsbankens direktør Emil Glückstadt er formand for Transatlantisk Kompagnis bestyrelse. 
Det Transatlantiske Kompagnis tab er i 1922 en vigtig årsag til Landmandsbank-krakket. Ved udgangen af 1922 har Landmandsbanken lånt ca. 200 mio. kr. til Det Transatlantiske Kompagni, hvilket er væsentligt mere end bankens egenkapital på 160 mio. kr. I 1922 besluttes det at afvikle Det Transatlantiske Kompagni. De hidtidige aktionærer købes ud, og kompagniets aktiver og passiver overdrages til et nyoprettet selskab, A/S Externa. Det Transatlantiske Kompagnis aktiviteter bliver herefter enten afviklet eller solgt gennem Externa.